# Ákis Tsochatzópoulos
Apóstolos-Athanásios « Ákis » Tsochatzópoulos (grec moderne : Απόστολος-Αθανάσιος «Άκης» Τσοχατζόπουλος), né le 31 juillet 1939 et mort le 27 août 2021, est un homme politique grec.

## Biographie
Il est ministre de la Défense de 1996 à 2001. Il est arrêté en avril 2012 pour avoir omis de déclarer sa propriété au fisc.
Il est condamné pour ces faits à huit ans de prison.
En 2013 a lieu un autre procès en première instance, pendant cinq mois, à l'issue duquel il est condamné à 20 ans de prison pour corruption et blanchiment d'argent, pour des sommes atteignant 55 millions d'euros. Il était à la tête d'un réseau d'entreprises servant au blanchiment d'argent, situées en Grèce et dans des paradis fiscaux, et recyclant des sommes versées par des entreprises d'armement fournisseuses de l'armée grecque. Son épouse, sa fille et son ex-épouse ont également été condamnées à des peines de prison pour des faits liés. Ákis Tsochatzópoulos a fait appel de cette décision.
Il meurt dans un hôpital privé d'Athènes des suites d'une crise cardiaque, à l'âge de 82 ans. 